# 동아출판
동아출판(東亞出版)은 대한민국의 출판사로 참고서와 교과서 등 교육 관련 서적을 출판하는 기업이다. 

## 개요
우리에게는 초등학교 참고학습서로 알려진 동아전과를 통해서 잘 알려져있는 기업이다.  옛날 국민학생 세대들로부터 동아전과를 통해서 널리 알려져있으며 경쟁사로 표준전과를 발행하고 있는 교학사가 있다. 
원래 이름은 동아출판사로 동아전과 외에도 학습지 브랜드 홈스터디로도 잘 알려져 있으며 동아세계대백과사전 제작과 판매에 무리하게 매달린 탓에  1985년 두산그룹이 인수하면서 두산그룹의 출판사업 영역을 진출시키게 된 계기가 되었다. 그러나 1991년에 있었던 두산그룹 계열사인 두산전자의 1991년 낙동강 페놀 오염 사건으로 인해 당시 모기업이었던 두산그룹이 이 사건에 연루되는 바람에 이 당시 두산그룹 계열사라는 이유로 불매기업으로도 낙인되기도 하여서 동아전과 이미지 등에도 타격을 입은 적이 있었다. 
1996년 두산그룹이 창립 100주년을 맞이하여 이미지 변화를 시도하면서 동아출판사에서 두산동아로 변경하였으며 1998년 IMF 구제금융 위기로 인해 두산그룹의 구조조정 및 계열사 정리책에 따라 (주)두산과 합병하였고 2008년에 합병한지 10년만에 (주)두산에서 분리되어 독립경영 기업이 되었다. 
2014년에 두산그룹이 중공업 사업에 전념하겠다는 의사를 밝히면서 계열사 정리 및 분야별 정리에 맞춰서 출판사업을 포기함에 따라 2014년에 YES24에 매각하면서 두산그룹에서 계열분리되고 YES24 계열사로 편입하여 이전에 사용했던 동아출판사와 비슷한 동아출판으로 이름을 변경하였다.

## 주요 사업
- 교과서 발행
- 초등/중등/고등 참고서 출판
- 학원 프랜차이즈
- 온라인 강의 및 디지털 콘텐츠 사업
- 인쇄 사업

## 연혁
- 1945년: 동아출판사로 설립
- 1957년: 국내최초로 활자 혁신
- 1975년: 독산동 사옥 완공 및 이전
- 1984년: '동아원색세계대백과사전' 30권 완간, 보관 문화훈장 수상, 제1회 출판문화대상 수상
- 1985년: 두산 계열사로 편입
- 1987년: 한국판 '리더스 다이제스트' 발행권 확보
- 1989년: 국내최초 컴퓨터 출판 시스템(DTP) 도입
- 1991년: 한국도서보급주식회사 설립 (도서상품권 발간)
- 1993년
  - 국내최초 CD-ROM 「오성식 생활영어 SOS」발간
  - 교육부문 유선방송 DSN 설립
- 1994년: 안산 인쇄공장 준공
- 1996년: 사명을 동아출판사에서 두산동아로 변경
- 1998년
  - 두산으로 합병, 상사BG(Business Group)에서 인쇄BU(Business Unit)으로 합병
  - 「연세한국어사전」발간 및 백상출판문화상 수상
  - 케이블 교육채널 DSN 폐국 및 JN23TV(現 재능TV) 변경.
- 1999년
  - 국립국어연구원「표준국어대사전」발간 및 백상출판문화상 수상
  - 두산세계대백과 홈페이지 오픈
- 2000년
  - 인터넷 학습사이트, 아이야닷컴 투자 설립
  - 학원프랜차이즈 '동아스쿨' 사업 개시
  - 전자책 서점, 와이즈북과 전략적 제휴
- 2001년: 초등영어 학원프랜차이즈 '브레이니' 사업 개시
- 2003년
  - 교육인적자원부후원 '제1회 한국교육산업대상' 수상
  - '엔싸이버', 인터넷 포탈업체 NHN과 전략적 제휴
- 2004년
  - '동아스쿨', 2004 교육 브랜드 대상 수상
  - 두산동아 인쇄문화 전시관 개관
  - 에이원프로테크와 전자사전 공동개발 및 판매 계약 체결
  - 인터넷 동영상강의 업체 '에듀클럽' 영업권 인수
  - '동아홈스쿨' 교육사업 진출
  - 유아교육사업「킨더동아」진출
- 2005년: 책의 날 기념 대통령 표창
- 2006년
  - KTF와 전략적 제휴(MOU), 휴대전화를 이용한 'm-러닝' 사업 개시
  - '秀프로젝트', 06년 하반기 GD마크 획득
- 2007년
  - 아이수학과 전략적 제휴(MOU), 수학 체험 사업 추진 합의
  - 경기 영어마을 파주캠프 일일 체험교육 업무 약정 체결
  - '동아 백점맞는수학', 제5회 한국교육산업대상 수상
  - 제23회 인쇄 문화대상 기술부문 수상
  - 2007 올해의 브랜드 대상 사서부문대상 수상
  - 두산동아 '프라임', 2007년 올해의 브랜드 대상 수상
- 2008년
  - 두산 출판BG에서 두산동아(주)로 독립경영체제 출범
  - 두산동아 '프라임', 2008 올해의 브랜드 대상 수상
- 2009년
  - '동아 백점맞는시리즈', '동아전과', '동아 큐브수학', '동아스쿨', '브레이니', 2009 대한민국 교육브랜드대상 수상
  - 두산동아 '프라임', 2009 올해의 브랜드대상 수상
- 2010년: '동아 백점맞는시리즈', '동아전과', '일등예감', 2010 대한민국 교육브랜드대상 수상
- 2011년
  - 국내 최초 아이패드용 중등 교과서 애플리케이션 출시
  - 2011 제11회 대한민국 디지털 경영혁신 특별상 수상
- 2014년
  - 10월 두산, 지분을 YES24에 매각
  - 사명을 두산동아에서 동아출판으로 변경